# X Japan
Az X Japan (エックス・ジャパン; Ekkuszu Dzsapan; Hepburn: Ekkusu Japan) japán heavy metal együttes, melyet 1982-ben alapított Csiba prefektúrában a dobos Yoshiki és az énekes Toshi. A szimfonikus elemekkel kevert power és speed metal zenét játszó együttes később a progresszív hangzás felé fordult és nagyobb hangsúlyt fektetett a rockballadákra. Az együttes úgy ért el mainstream sikereket, hogy független kiadónál volt, és őket tartják a nyugati glamhez hasonló visual kei műfaj egyik úttörőjének.
Az együttes eredeti neve X (エックス; Ekkuszu; Hepburn: Ekkusu) volt, 1988-ban adták ki első lemezüket, a Vanishing Visiont, a Yoshiki által alapított Extasy Recordsnál, egy évvel azután, hogy véglegessé vált a felállásuk, a basszusgitáros Taiji, és a két gitáros, hide és Pata csatlakozásával. 1989-ben jelent meg második albumuk, első nagykiadós lemezük, a Blue Blood, mely meghozta számukra az áttörést. Az 1991-es Jealousy albumuk megjelenése után Taiji kilépett az együttesből, helyét Heath vette át, az együttes pedig X-ről X Japanre változtatta a nevét. 1993-ban egy 29 perces, egyetlen dalból álló minialbumot adtak ki Art of Life címmel. 1995-ben az együttes imázst váltott, elhagyták a visual keire jellemző harsány külsőt. 1996-ban megjelent a Dahlia című lemezük. 1997. december 31-én adták utolsó koncertjüket a Tokyo Dome-ban, ez volt egymás után az ötödik telt házas estjük az arénában.
Tíz év után, 2007-ben alakultak újra, az I.V. című daluk megjelenésével. Két éven át több koncertet is adtak, első külföldi koncertjüket is ekkor tartották Hongkongban. A fellépésekre az 1998-ban elhunyt hide helyett Sugizo, a Luna Sea gitárosa kísérte el őket, aki 2009-től hivatalosan is az együttes tagja lett. 2010-ben az X Japan Észak-Amerikában, 2011-ben pedig Európában, Dél-Amerikában és Ázsiában turnézott.
Az X Japan 2017-ig öt stúdióalbumot, 6 koncertalbumot és 21 kislemezt jelentetett meg. Három lemezük debütált első helyen az Oricon slágerlistáján. Ők voltak az első modern rockegyüttes Japán történelmében, akik országos televízióban szerepeltek és az első hazai együttes, akik háromszor egymás után töltötték meg a Tokyo Dome-ot. 2003-ban a HMV Japan 40. helyre sorolta őket minden idők 100 legfontosabb japán popelőadójának listáján. 2007-ben a Rolling Stone Japan 15. helyre sorolta a Blue Blood albumot a minden idők 100 legjobb japán rocklemezeinek listáján. Az X Japan mintegy 30 millió lemezt adott el pályafutása során. 2016-ban We Are X címmel dokumentumfilm készült az együttesről. 2023-ban az X Japan basszusgitárosa, Heath elhunyt rákban.

## Története

### 1977–92: X

#### A kezdetek
1977-ben Yoshiki és Toshi, akik óvodás koruk óta barátok voltak, és közösen hallgatták a Kiss zenéjét, elhatározták, hogy együttest alapítanak, Dynamite néven. 1978-ban Noise-ra változtatták a nevüket. Yoshiki autodidakta módon tanult dobolni, miközben zongoraleckéket vett, Toshi pedig eleinte gitározott, csak később lett az együttes énekese. Feldolgozásokat gyakoroltak, fellépniük azonban nem nagyon volt hol. Az együttes énekese ekkoriban Kurata volt.
1982-ben a Noise feloszlott, Yoshiki és Toshi pedig X néven alapított új együttest. Átmenetileg akarták használni a nevet, azonban végül rajtuk maradt. Sokáig nem találtak megfelelő gitárosokat. Közben Yoshiki zenei egyetemre készült, végül azonban úgy döntött, zongoratanár helyett inkább rockzenész akar maradni. 1985-ben Toshival együtt Tokióba költözött, ahol gyakori zenészcserék mellett kis klubokban léptek fel. A műfaji határokat feszegető zenéjük, furcsa külsejük és bizarr fellépéseik miatt hamar hírnévre tettek szert az underground klubokban, és telt házas koncerteket tartottak 200–250 fővel, ami akkoriban ritkaságnak számított. Első kislemezüket 1985 júniusában adta ki a Dada Records I’ll Kill You címmel, melyből az összes megjelent példány (1000 db) elfogyott. Ezt követően a Heavy Metal Force III című válogatásalbumon szerepeltek Break the Darkness című dalukkal. 1985-ben Taiji lett a basszusgitárosuk, de nem sokkal később ki is lépett az együttesből.
1986 áprilisában, az X kiadványainak terjesztéséhez Yoshiki saját független kiadót alapított Extasy Records néven, melyre édesanyjától kapott pénzt. E kiadón keresztül jelentette meg az Orgasm című kislemezüket. Szokatlan módon az együttes nevét a borítón katakanával írták, Ekkuszu (エックス; Hepburn: Ekkusu) formában. Novemberben Taiji visszatért az együttesbe. 1987 februárjában a Victor Records Skull Thrash Zone Volume I válogatáslemezén két daluk jelent meg, a Stab Me in the Back és a No Connexion, Pata közreműködésével. Nem sokkal később a feloszlott Saver Tiger szólógitárosa, hide is csatlakozott az együtteshez, majd Pata is hivatalosan a zenekar tagja lett, ezzel létrejött az X első stabil felállása.
Hidét Yoshiki már korábban megpróbálta átcsábítani az X-be, akkor azonban a gitáros még nemet mondott. Mikor a Saver Tiger feloszlott, hide csak Yoshiki miatt lépett be az együttesbe, mert jó volt köztük az összhang, és mert nagyon furdalta a kíváncsiság, hogy mit tudnak kihozni a heavy metalból mainstream popkörnyezetben, ami Yoshiki zenei célja volt. Hide úgy nyilatkozott, ha nincs Yoshiki, fodrászként dolgozott volna, mert saját együttese feloszlása után abba akarta hagyni a zenélést. Pata korábban több alkalommal is roadie volt az X gitárosa, Hally számára, és Hally gitárját használta, amikor ő maga tagja lett az X-nek. Csatlakozása előtt többször is játszott az X-szel élő fellépéseken beugró zenészként.

#### Szerződés a Sonyval és mainstream sikerek

Az X 1989-ben, nagykiadós debütálásuk idején, jellegzetes visual kei sminkben és frizurával. Balról jobbra: Toshi, Pata, Yoshiki, hide és Taiji

1987 augusztusában felléptek a kiotói Rock Monster koncerten, és megjelent első videókazettájuk, az Xclamation. 1987. december 26-án részt vettek a CBS/Sony válogatóján, amit követően 1988 augusztusában szerződést is kötöttek a kiadóval. Eközben április 14-én az Extasy Records kiadta első nagylemezüket, Vanishing Vision címmel, mely egy évvel később CD formátumban is kijött. A megjelenést turné is követte. Az album első 10 000 példánya egy hét alatt elfogyott, amivel az Oricon indie listájának első helyére kerültek, az összesített toplistán pedig 19. helyezettek voltak. 1997-ig a lemezből több mint 800 000 példány fogyott el. A The Vanishing Tour Vol.2 turné keretében 20 helyszínen 24 koncertet adtak azon a nyáron, majd októberben 12 koncertet a Burn Out Tour turnén. Novemberben a Rockin’f magazin Street Fightin Men koncertjén léptek fel a Differ Ariake Arenában. Ugyanebben az évben cameoszerepük volt az amerikai Tokyo Pop című filmben.
Március 13-án indultak a Blue Blood turnéra, melynek két koncertjére is már elővételben elkeltek a jegyek, de a többi is telt házas volt. A március 16-i, Sibuja Kókaidó színházban tartott koncertjükről készült videófelvétel megjelent VHS-en is Blue Blood Tour Bakuhatsu Sunzen Gig címmel. Az első nagykiadós lemezük, a Blue Blood 1989. április 21-én jelent meg. Az album 6. helyen debütált, és 108 hétig szerepelt az Oriconon. A lemezről megjelent Kurenai (紅) című daluk 5. volt az Oriconon és 39 hétig maradt a slágerlistán. Az Endless Rain, az első, sikert aratott balladájuk a top 3-ba is bekerült, a Week End pedig az együttes történetében először 2. helyezett lett. A következő, Rose and Blood című turnéjukat átmenetileg fel kellett függeszteniük, amikor a november 22-i koncerten Yoshiki összeesett. 1990-ben az együttes elnyerte a Japan Gold Disc Award legjobb új előadójának járó díjat.
1990 novemberében Los Angelesbe repültek Jealousy című következő albumuk felvételeihez. Mikor júniusban visszatértek Japánba, a hadsereg 500 katonát vezényelt ki a reptérre a tömeg féken tartására. A lemez 1991. július 1-jén jelent meg és azonnal az első helyen debütált a slágerlistán, mintegy 600 000 eladott példánnyal, később pedig az egymillió példányt is túllépte. Augusztusban az együttes először lépett fel Japán legnagyobb koncertkapacitású arénájában, a Tokyo Dome-ban, a Violence in Jealousy turné részeként, melynek október 24-i állomásán Yoshiki újra összeesett. December 8-án szimfonikus zenekarral léptek fel az NHK Hallban.
Az 1992-es évet három telt házas Tokyo Dome-koncerttel kezdték, azonban január végén bejelentették, hogy Taiji elhagyja az együttest. Önéletrajzi könyvében a zenész azt állította, hogy azért kellett távoznia, mert nyíltan kifejezte elégedetlenségét, hogy Yoshiki jóval több pénzt keres, mint az együttes többi tagja. A We Are X című dokumentumfilmben Yoshiki nem volt hajlandó elárulni Taiji eltávolításának okát, csak annyit közölt, hogy „olyat tett, amit nem lett volna szabad.” Egy Reddit-beszélgetésben a rajongókkal annyit árult el, hogy Taiji „megszegte az együttesben felállított szabályokat. Mai napig sem tudom, helyes volt-e a döntésem, de nem volt választásom.” 1992-ben az együttes a New York-i Rockefeller Centerben tartott sajtótájékoztatón jelentette be, hogy Taiji helyét Heath veszi át. Ekkor szó volt arról is, hogy együttes az amerikai Atlantic Recordsszal szerződne és amerikai lemezt adna ki, ami miatt X-ről X Japanre változtatták a nevüket, hogy ne keverjék össze őket az X nevű amerikai punkegyüttessel. Heath az 1992 októberi oszakai Extasy Summiton játszott először az együttessel.

### 1993–97: X Japan

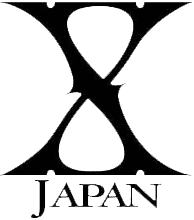
Az 1992 óta használt X Japan-logó

1993. augusztus 25-én az Atlantic Records kiadásában megjelent az Art of Life, mely egyetlen, 29 perces, szimfonikus zenekarral kísért dalt tartalmaz. A lemez első helyezett volt az Oricon slágerlistáján, az együttes azonban csak két koncertet adott ebben az évben, mert a tagok szólókarrierükre koncentráltak. December 30-án és 31-én X Japan Returns címmel két napos koncertet tartottak a Tokyo Dome-ban, amivel 1997-es feloszlásukig évente ismétlődő tradíciót hoztak létre. A következő év is szólóprojektekkel telt, az X Japan csak négy koncertet adott. Az első kettő a The Great Music Experience nevű, nagy szabású koncertsorozat keretében volt májusban, ahol japán és nyugati zenészek egymás dalait adták elő a Tódaidzsi templomban. A másik kettő az év végi Tokyo Dome-fellépés volt, Aoi joru (青い夜; „Kék éjszaka”) és Siroi joru (白い夜; „Fehér éjszaka”) címmel.
1995 novemberében indultak következő turnéjukra, Dahlia címmel. Erre az időszakra már a kevésbé harsány külső volt a jellemző. Bár a Dahlia album csak 1996. november 4-én jelent meg, a kislemezeket már jóval előbb kiadták. A lemez első volt az Oricon heti listáján, a megjelent hét kislemez közül pedig négy vezette a slágerlistát. A turnénak 1996. március 31-én kellett volna véget érnie, azonban hamarabb be kellett fejezniük, mert a március 13-i fellépés után Yoshikit nyaki gerincsérvvel diagnosztizálták. Év végén azért megtartották a szokásos Tokyo Dome-koncertsorozatot, Fukkacu no joru (復活の夜; „A feltámadás éjszakája”) és Mubóna joru (無謀な夜; „Vakmerő éjszaka”) címmel.
1997. szeptember 22-én Yoshiki, hide, Pata és Heath sajtótájékoztatón jelentették be az X Japan feloszlását. Énekesük, Toshi úgy döntött, kilép az együttesből, mert a rockzenész lét nem volt számára érzelmileg kielégítő, egyszerűbb életet akart élni. Azt nyilatkozta, hogy már 1996 áprilisában meghozta ezt a döntést. 12 évvel később azonban bevallotta, hogy egy vallásos szekta befolyása alá került, akik agymosása elhitette vele, hogy a rockzene „az ördögtől való”. Fizikailag és pszichésen is bántalmazták, majd anyagilag is megkárosították, aminek következtében teljesen tönkrement. Az X Japan 1997. december 31-én tartotta utolsó koncertjét a Tokyo Dome-ban, The Last Live: Last Night címmel. A legutolsó közös fellépésük azonban a Kóhaku uta gasszen című televíziós műsorban volt ugyanaz nap, ahol a Forever Love című dalukat adták elő.

### 1998–2007: A hiátus időszaka

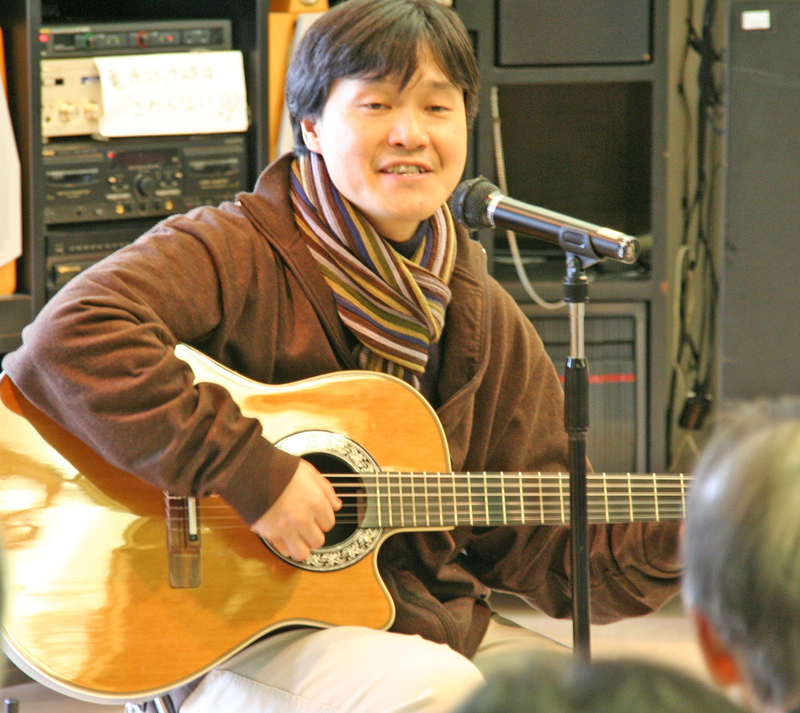
Toshi 2005-ben egy szólófellépésen

A feloszlás után több lemezt újra kiadtak, koncertfelvételek és válogatáslemezek jelentek meg, az együttes volt tagjai pedig folytatták korábban megkezdett szólótevékenységüket. Hide még 1994-ben adta ki első szólólemezét Hide Your Face címmel, majd az együttes feloszlása után tovább kísérletezett az alternatív hangzással, egészen 1998. május 2-án bekövetkezett haláláig. Két hónappal később megjelent a Zilch nevű amerikai együttese (ahol zenésztársai Ray McVeigh, Paul Raven és Joey Castillo voltak) 3.2.1. című lemeze. Harmadik szólólemeze, a Ja, Zoo szintén posztumusz jelent meg. Ez lett a legsikeresebb kiadványa, több mint egymillió példányban kelt el.
Toshi szólókarrierje 1992-ben indult, majd az X Japan feloszlása után is folytatódott. Több mint 30 lemezt adott ki és 1999–2003 között több mint 3000 akusztikus koncertet tartott kisebb létszámú közönség előtt.

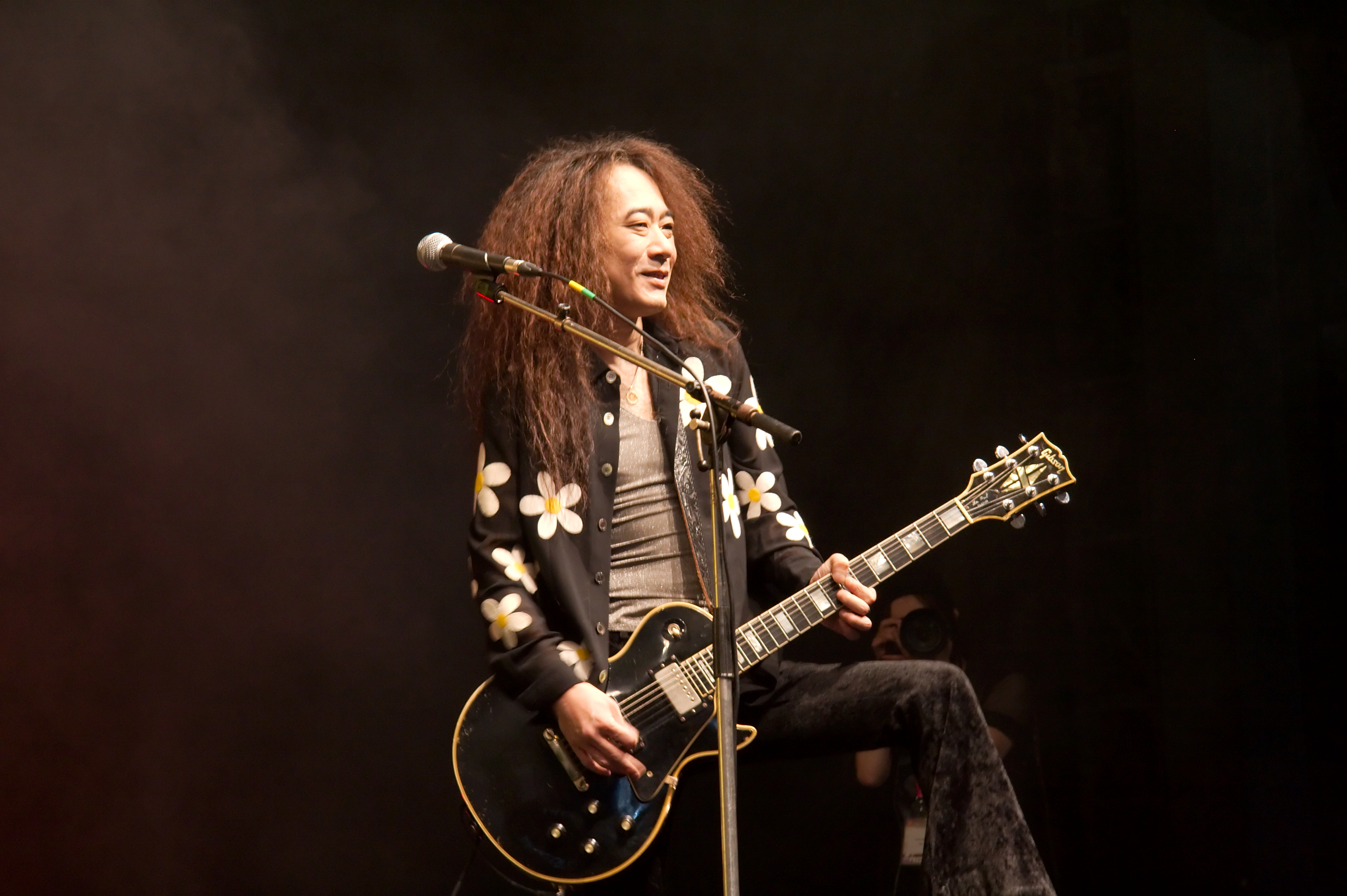
Pata a Ra:IN egyik koncertjén 2008-ban

Pata és Heath először a Tribute Spirits című hide-emlékalbumon működtek együtt, hide turnézenekarának, a Spread Beavernek az egyik tagjával, I.N.A.-val. Ők hárman később létrehozták a Dope HEADz együttest, mely 2003-ig volt aktív. Heath folytatta szólókarrierjét, Pata pedig létrehozta az instrumentális Ra:IN együttest, melyhez később a Spread Beaver billentyűse, DIE is csatlakozott.
Még az együttes feloszlása előtt Yoshiki Roger Taylorral, a Queen dobosával közösen vette fel a Foreign Sand című dalt, majd a Kissnek dedikált Kiss My Ass: Classic Kiss Regrooved válogatáslemezre szimfonikus zenekarra dolgozta át a Black Diamond című dalt.
1998 után Yoshiki rendkívül aktív volt, közreműködött például Komuro Tecuja Globe nevű popegyüttesében, és számos művész producere volt, például a dél-koreai The TRAX rockegyüttesé. 2005-ben megjelent második klasszikus szólólemeze, az Eternal Melody II, 2007-ben pedig a Katakombák című amerikai filmhez komponált dalt a Violet UK nevű együttese számára Blue Butterfly címmel, valamint a filmzenében is közreműködött. 2006. augusztus 6-án Yoshiki részt vett az Otakon találkozón, ahol bejelentette, hogy S.K.I.N. néven új együttest alapít Gackttal közösen, és nem sokkal később csatlakozott hozzájuk Sugizo. 2007. május 25-én a Los Angeles-i JRock Revolution koncerten hivatalosan bejelentették, hogy Miyavi is részt vesz a projektben. Az együttes első és egyben utolsó élő fellépése Kaliforniában volt 2007. június 29-én az Anime Expón.

### 2007–08: Újraalakulás
A Sports Nippon újságban megjelent cikk szerint Toshi 2006 novemberében kereste fel Yoshikit Los Angelesben, ahol együtt dolgoztak a Without You című, hide emlékének szentelt dalon. Toshi az önéletrajzi könyvében, majd a We Are X című dokumentumfilmben is azt vallotta, hogy eredetileg a Home of Heart szekta vezetőjének akaratából kereste fel Yoshikit, hogy próbálják meg újraegyesíteni az X Japant, mert a szektának pénzre volt szüksége; később azonban a Yoshikivel való együtt zenélés közben a feltörő emlékek és érzések hatására sikerült kitörnie a szekta hatása alól és önszántából akarni az újraalakulást. 2007. március 21-én Toshi a weboldalán bejelentette, hogy újra együtt dolgozik Yoshikival egy új projekten. Ezt követően felröppent a pletyka, hogy az X Japan újraegyesülhet, hogy Yoshiki turnét szeretne és Patával, valamint Heath-szel tárgyal ez ügyben.
10 év után először, 2007. október 22-én jelentek meg együtt az X Japan tagjai Tokióban, hogy videóklipet forgassanak az I.V. című új dalukhoz. A dalt a Fűrész IV. című amerikai filmhez írta Yoshiki és a feloszlás előtti felállásban vehették fel, ugyanis hide korábban rögzített gitárjátékát is felhasználták. Az I.V. 2008. január 23-án jelent meg, és első helyet ért el az iTunes Store-on.

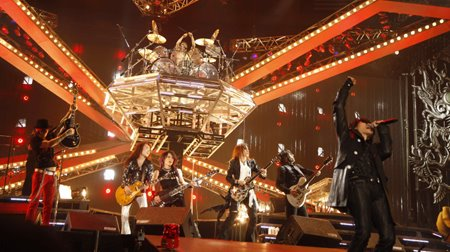
Az X Japan koncertje 2008-ban Richard Fortus, Sugizo és Wes Borland vendégszereplésével

2008. január 20-án bejelentették, hogy március 28-án és 30-án két koncertet tartanak a Tokyo Dome-ban. A koncertsorozatot rendkívüli érdeklődés kísérte, elővételben mindkét koncertre elfogyott a jegy, emiatt március 29-re is meghirdettek még egy fellépést. A Resume Attack 2008 I.V. – Towards Destruction című koncertsorozat három estéjén (Night of Destruction, Night of Madness, Night of Creation) három vendéggitáros vette át hide szerepét: Wes Borland (Limp Bizkit), Richard Fortus (Guns N’ Roses) és Sugizo (Luna Sea). A március 28-i koncertet élőben közvetítette a fizetős Wowow csatorna. Az Art of Life dal közben hide hologramja jelent meg a színpadon (az 1993-as Tokyo Dome-felvétel alapján készítették). A hologram okozta technikai nehézségek miatt az első koncertet több mint két órával később kezdték, majd félbe kellett szakítani, mert Yoshiki összeesett a színpadon. A másik két koncert probléma nélkül zajlott, majd bejelentették, hogy július 5-én Párizsban lépnek fel. Emellett a New York-i Madison Square Gardenbe terveztek még egy koncertet, valamint Tajpejben egy újabbat.

### 2008–10: Sugizo csatlakozása, turné

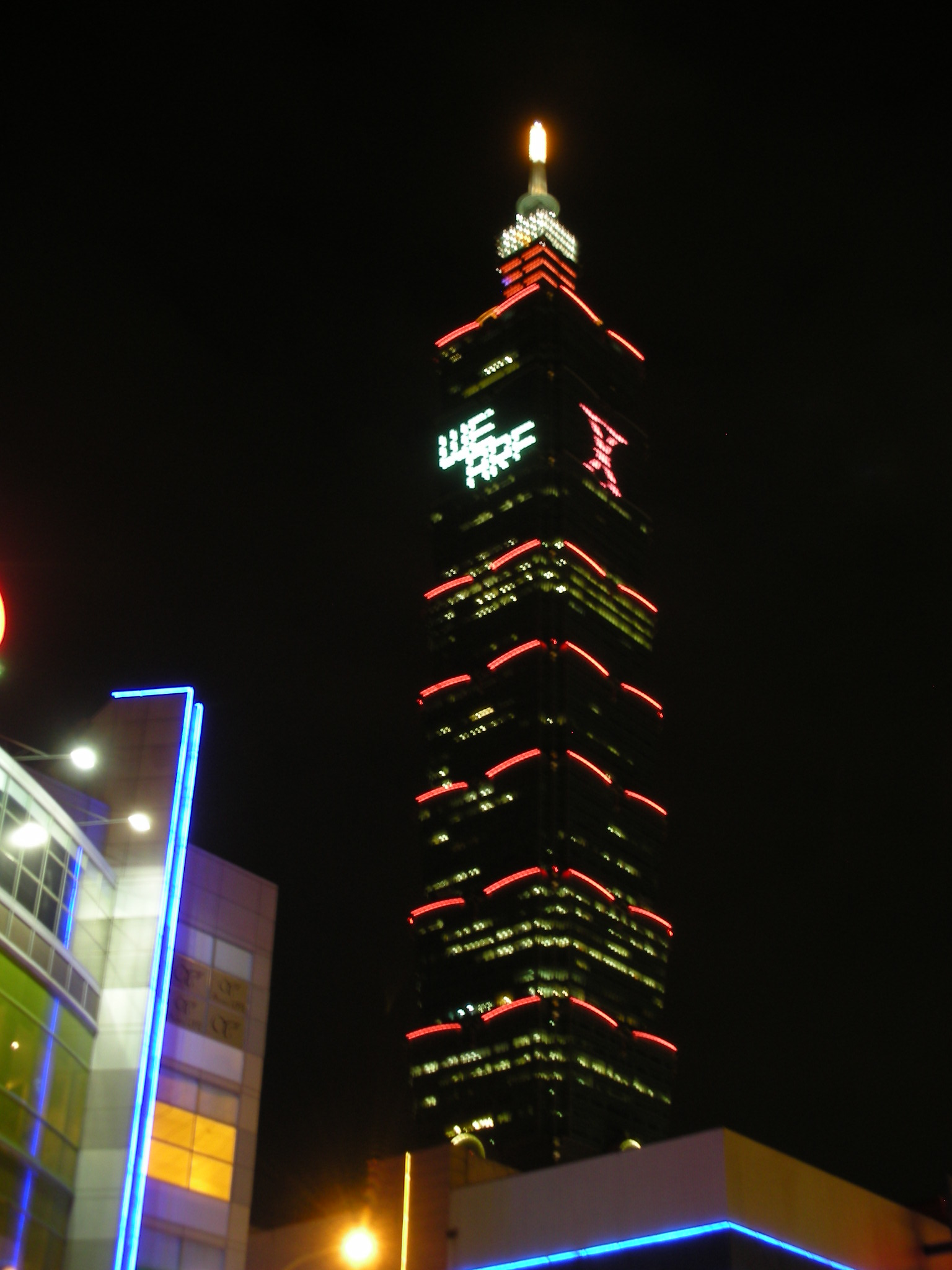
A Taipei 101 felhőkarcoló X Japan-kivilágításban 2009-ben

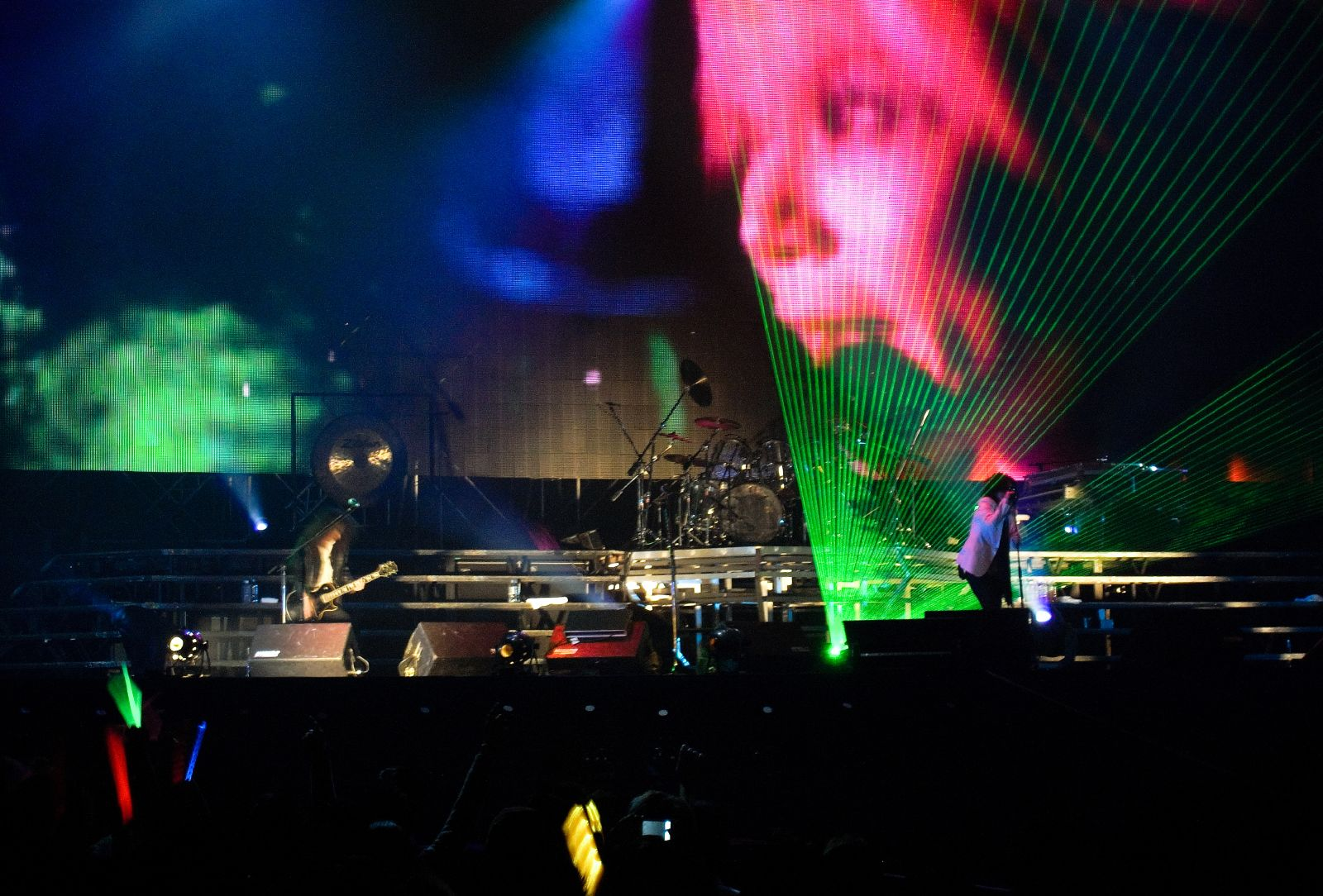
Az X Japan 2009-ben Hongkongban, a képernyőn hide, akire az együttes továbbra is tagként tekint

2008. május 3-án és 4-én hide emlékkoncertet tartottak hide memorial summit címen, ahol az X Japan mellett fellépett T.M.Revolution, az Oblivion Dust, DJ Ozma, a Versailles, és egy fellépés erejéig újra összeállt a Luna Sea és a Phantasmagoria. Mintegy 100 000 rajongóra számítottak a szervezők. Június 8-án bejelentették, hogy az X Japan minden tervezett koncertjét el kell halasztani, mert Yoshikinak kiújult a nyaksérve. A párizsi koncertet 2009. november 22-re tolták el.
2008. szeptember 15-én Yoshiki sajtótájékoztatón jelentette be, hogy az X Japan új dalon dolgozik. Azt is bejelentették, hogy karácsonykor és újévkor a Szaitama Super Arénában fognak koncertezni. A bejelentést követően Yoshiki promóciós turnéra indult Ázsiában. November 7-én az Avos francia jegyiroda bejelentette, hogy a párizsi koncert jegyeladását leállítják. Az X Japan francia nyelvű közleményben kért elnézést a koncert újabb halasztásáért, és azért, hogy a karácsonyi koncert is elmarad. A december 31-i koncertet végül megtartották az Akaszaka Blitzben.
2009. január 15-én az együttes Hongkongba utazott, ahol 16-án és 17-én léptek fel. Május 1-jén bejelentették, hogy Sugizo állandó tagja lett az együttesnek. Mivel hidét továbbra is az együttes tagjaként tartották számon, így Sugizo hivatalosan a hatodik tagja az X Japannek. Az első koncertjüket az új felállással a Tokyo Dome-ban tartották másnap, ahol először adták elő új dalukat, a Jade-et. A korábban elhalasztott tajvani koncertet végül május 30-án tartották meg.
2010. január 9-én az együttes Hollywoodba utazott, ahol négy videóklipet forgattak, a Rusty Nail, Endless Rain, I.V. és Jade című dalokhoz. Februárban Yoshiki megerősítette, hogy az X Japan augusztusban fellép a Lollapalooza fesztiválon. Később sajtótájékoztató keretében jelentette be, hogy az együttes Los Angelesbe helyezi át székhelyét, és koncerthelyszínt keresnek első hivatalos észak-amerikai koncertjükhöz. Azt is bejelentették, hogy a hatodik albumon dolgoznak.
2010 márciusban Yoshiki pert indított a Nexstar Corporation ellen 375 millió jenes anyagi kár miatt. A céggel kötött szerződésük szerint a Nexstar használhatta az együttes egyes felvételeit, amelynek fejében 600 millió jent kaptak volna, ez azonban nem került kifizetésre. 2008 és 2009 között a cég több ázsiai koncertet szponzorált, az ezekből származó fellépti díjat és a termékeladásból származó bevételeket azonban nem fizették meg az együttesnek. A ki nem fizetett járandóság összesen 900 millió jen volt. A keresetben először csak 375 millió jent követeltek a cégtől, melyhez további 600 milliót terveztek adni, amennyiben a bíróság helyt ad a kérelemnek. 2014-ben Yoshiki megnyerte a pert, a tokiói bíróság 660 millió jen megfizetésére kötelezte a Nexstart.

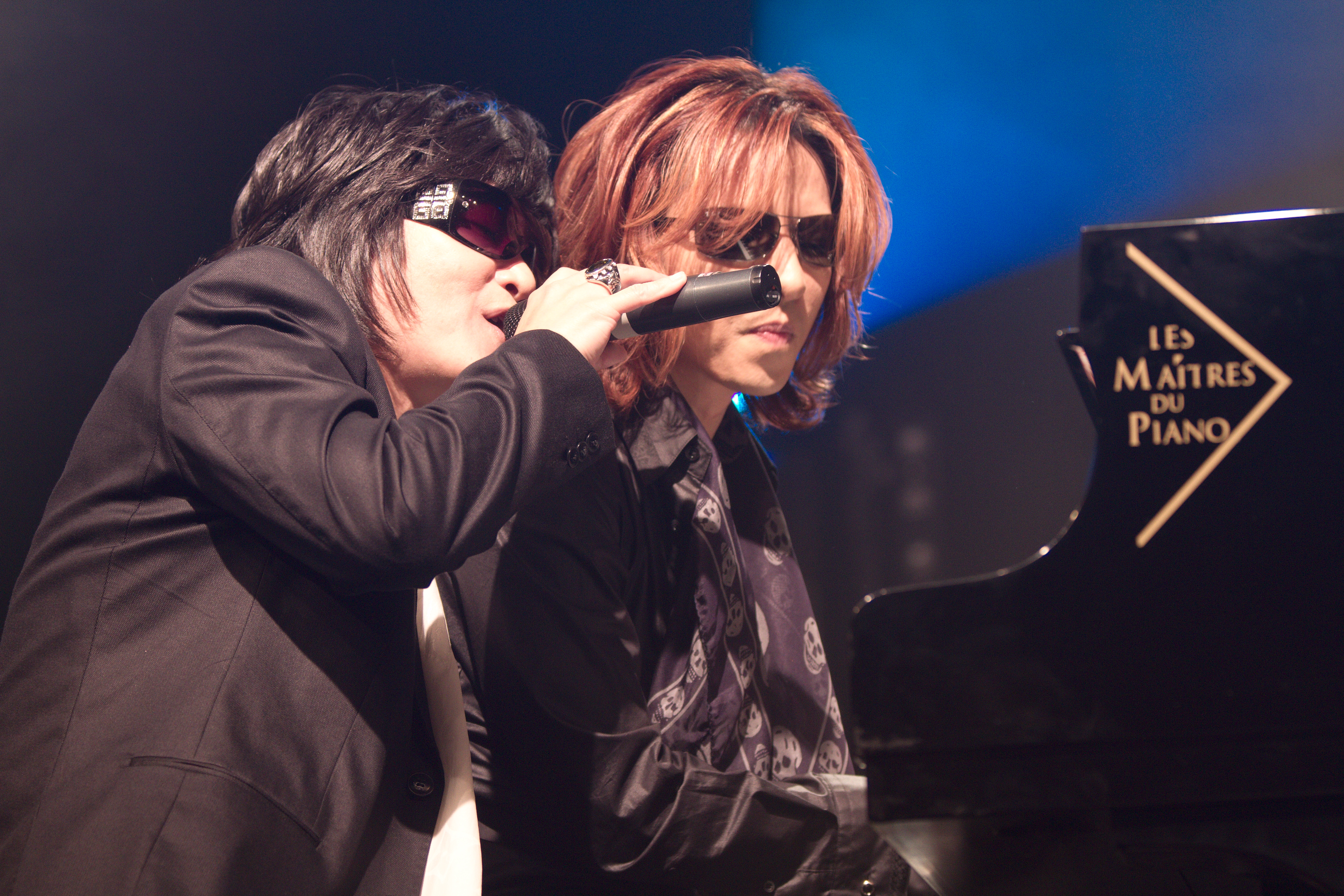
Toshi és Yoshiki a 2010-es Japan Expón

Július 1-jén az együttes a Los Angeles-i Club Nokiában akusztikus koncertet tartott, és videóklipet vett fel a Born to Be Free című dalukhoz. Július 4-én Yoshiki és Toshi a párizsi Japan Expón lépett fel. Az elkövetkező hónapokban Yoshiki és az X Japan számos amerikai sajtóorgánumban szerepelt, például az ABC Newsban, a Los Angeles Timesban és a Chicago Sun-Timesban. Augusztusban ay X Japan fellépett a Lollapalooza fesztiválon Chicagóban. Ezt követően Yoshikival interjút készített a Phoenix New Times és az ABC News.
2010. augusztus 14-én és 15-én az együttes a jokohamai Nissan Stadionban, Japán legnagyobb stadionjában lépett fel, a két koncerten összesen több mint 140 000 rajongó vett részt. A két estén korábbi basszusgitárosuk, Taiji is fellépett velük. (A zenész egy évvel később meghalt.) Nem sokkal a koncertet követően hide menedzsmentje, a Headwax Organization pert indított az X Japant menedzselő Japan Music Agency ellen hide képeinek jogtalan használatáért. A periratok szerint a cég azt állította, hogy kötöttek korábban szerződést, mely megengedte az X Japannek hide képmásának használatát, azonban a Nissan Stadionban tartott koncertek idején a szerződés már nem volt érvényben.
Szeptember 25-től október 10-ig az X Japan Észak-Amerikában turnézott: Los Angelesben, Oaklandben, Seattle-ben, Chicagóban, Vancouverben, Torontóban és New Yorkban. December 17-én Yoshiki bejelentette, hogy az X Japan új, Scarlet Love Song című dalát a Buddha manga animációs adaptációjában fogják felhasználni.

### 2011–2014: Világ körüli turné, Madison Square Garden

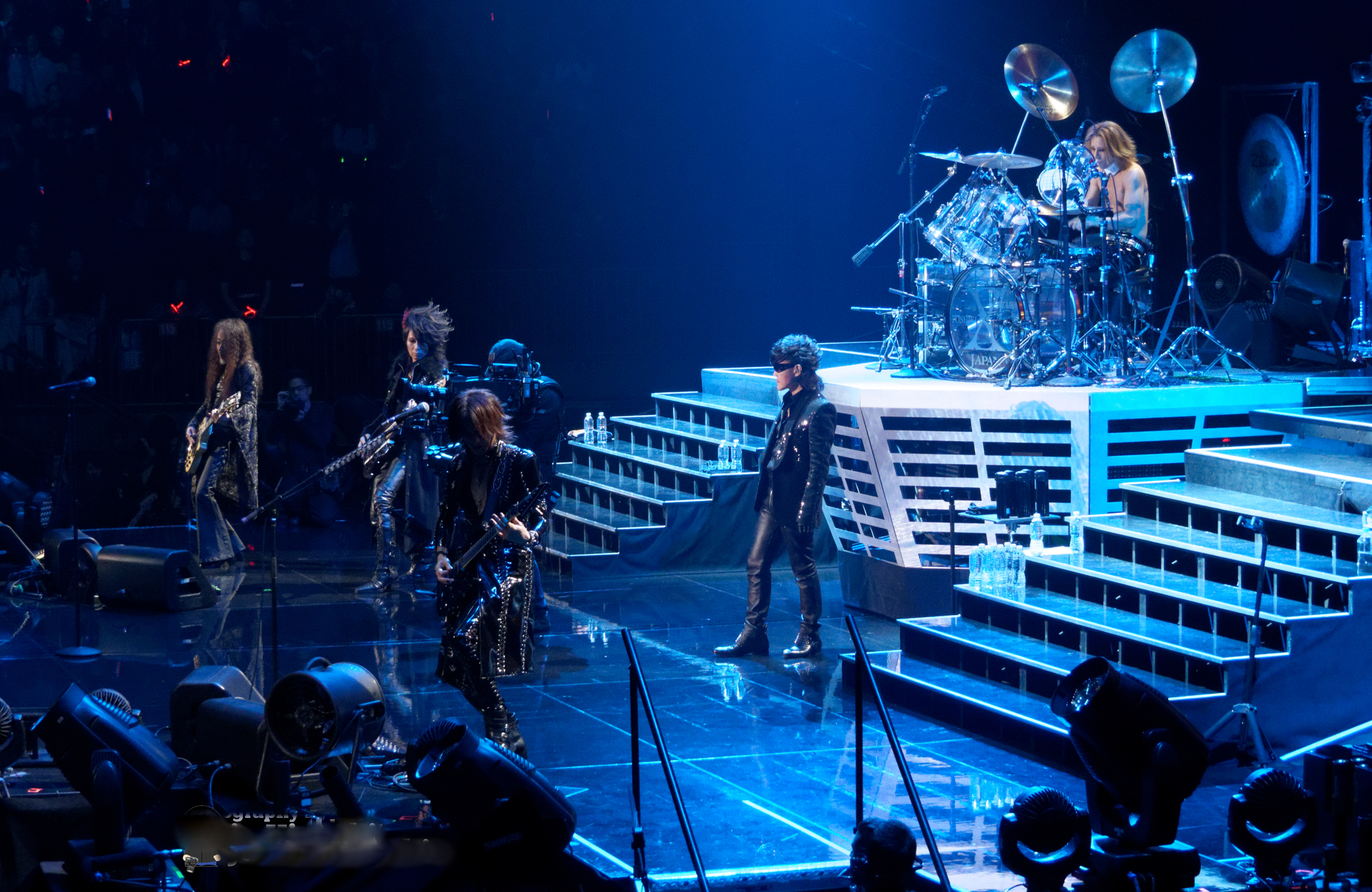
Az X Japan a Madison Square Gardenben 2014-ben

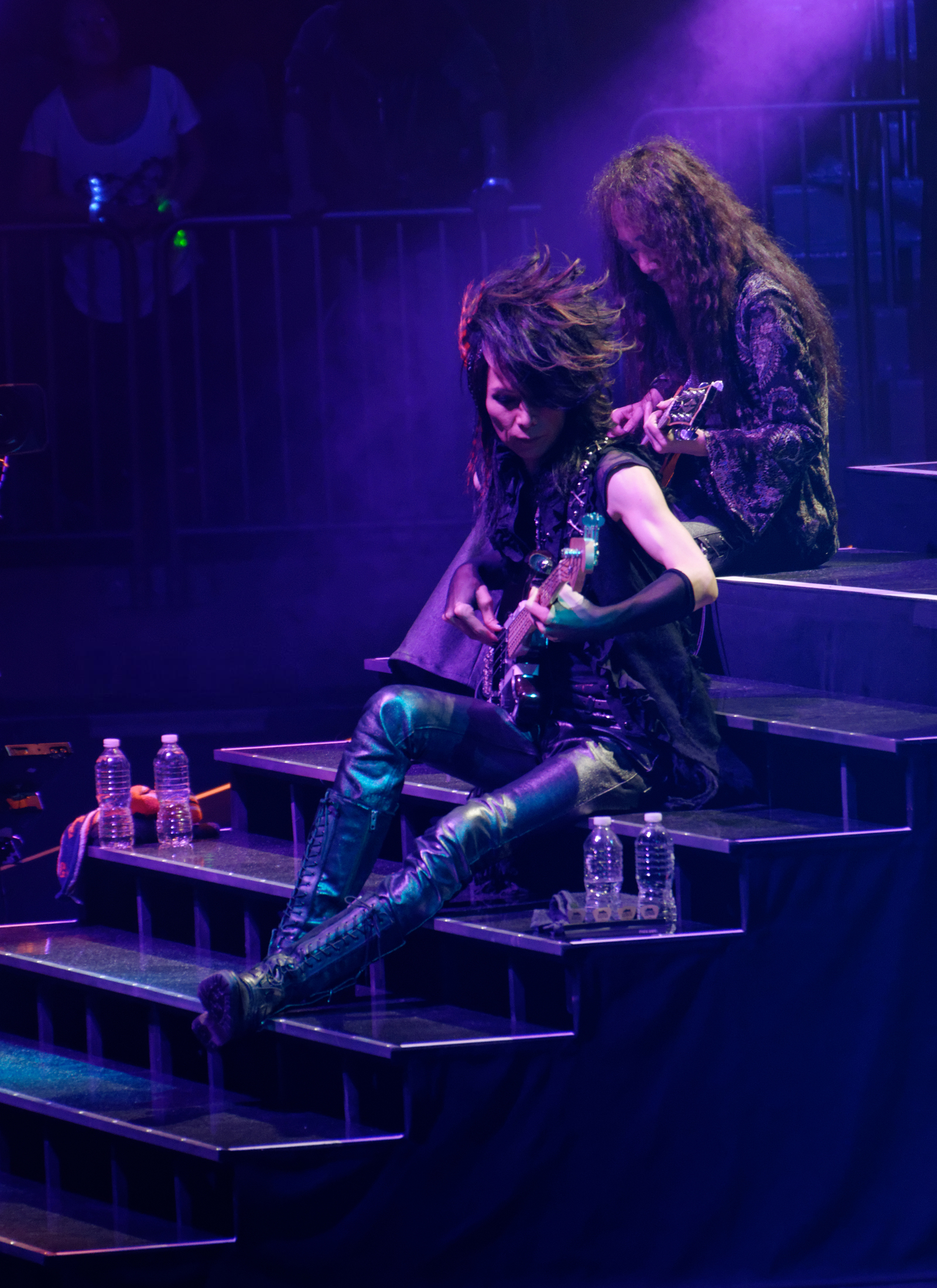
Pata és Heath a Madison Square Gardenben

2011. január 27-én bejelentették, hogy az X Japan három éves szerződést írt alá az EMI-jal, melynek keretében a kiadó a Jade című kislemezük amerikai disztribúcióját fogja végezni. A kislemez megjelenési dátuma március 15. volt, a stúdióalbumot pedig nyár végén szándékozták megjelentetni. Új világ körüli turnét is bejelentettek. Az X Japan március 6-án fellépett az Asia Girls Explosion nevű divatshown, melyet Yoshiki szervezett Jay FR-ral közösen. A március 11-i tóhokui földrengés és cunami miatt az együttes június 28-ra halasztotta a Jade megjelenését. Yoshiki árverésre bocsátotta egyik áttetsző Kawai versenyzongoráját, hogy a bevétellel a károsultakat segítsék.
Június 8-án megjelent a Scarlet Love Song Japánban, amelyet a Jade követett június 28-án, mindkettőt iTunes Store-on adták ki. Június 28-án az együttes Londonban koncertezett, világ körüli turnéjuk első európai állomásán. Ezt egy párizsi fellépés követte július 1-jén, majd Utrechtben és Berlinben léptek színpadra.
Az X Japan fellépett a 2011-es Summer Sonic fesztiválon augusztus 13-án és 14-én, Tokióban és Oszakában. A bevétel egy részét a cunami áldozatainak ajánlották fel. Szeptemberben Dél-Amerikában turnéztak, Santiagóban, São Paulóban, Buenos Airesben, Limában és Mexikóvárosban. Az ázsiai turné keretében Szöulban, Sanghajban, Hongkongban, Tajpejben és Bangkokban léptek fel október végén és november elején. A pekingi fellépésüket „szervezési és technikai hiba” miatt le kellett mondaniuk.
Több mint két év inaktivitást követően az X Japan 2014. június 17-én The World: X Japan hacu no zenszekai best címmel újramaszterelt válogatásalbumot jelentetett meg, melynek digitális változata május 21-én már elérhető volt iTunes Store-on 111 országban X Japan World Best címmel. Szeptember 30-án és október 1-jén felléptek a Yokohama Arenában, melyet október 11-én újabb koncert követett, a Madison Square Gardenben, New Yorkban. Mindkét helyszínen előadták a Beneath the Skin feldolgozását, melyet Sugizo írt a Yoshiki által létrehozott S.K.I.N. számára 2007-ben. Szilveszterkor felléptek a Music Station Super Live 2014 műsorban, ez volt az együttes első televíziós fellépése 17 év után, utoljára 1997-ben a Kóhaku uta gasszenben léptek fel.

### 2015–: Dokumentumfilm, japán turné

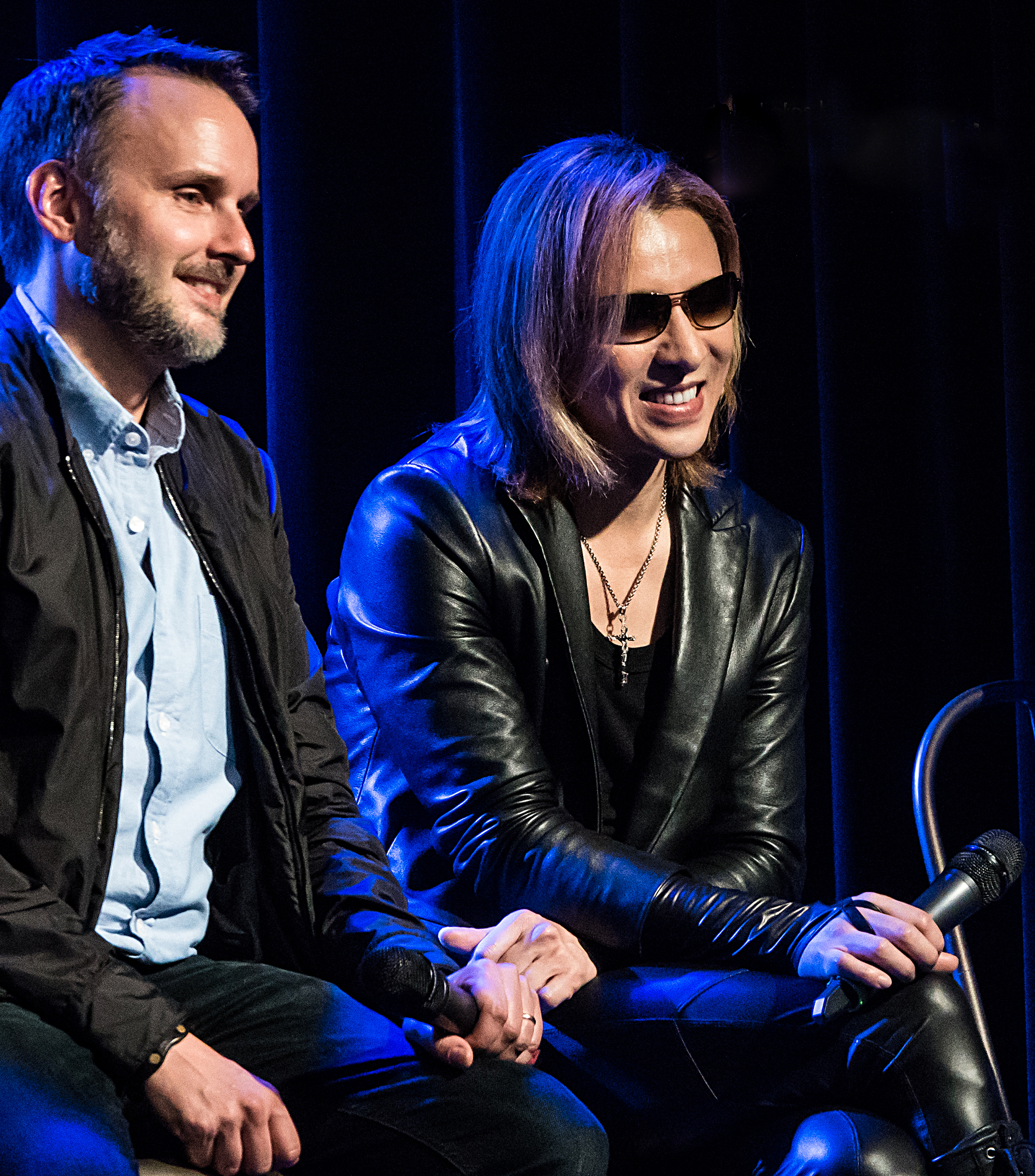
Yoshiki és Stephen Kijak rendező a We Are X San Franciscó-i bemutatójának panelbeszélgetésén 2016 októberében

2015 júniusában Yoshiki bejelentette, hogy az X Japan hatodik nagylemeze 20 év után, 2016. március 11-én megjelenik. Azt is bejelentette az együttes, hogy a lemez megjelenésének másnapján a Wembley Arenában lépnek fel Londonban, ahol bemutatják az együttes történetét feldolgozó We Are X című dokumentumfilmet is. Június 28-án az együttes fellépett a Makuhari Messe-ben a Lunatic Fest keretében. A nagylemez első kislemeze, a Born to Be Free 2015. november 6-án jelent meg. 20 év után először turnézott Japánban az együttes, három koncertet adtak a Yokohama Arenában, majd Oszakában, Fukuokában, Hirosimában folytatták a turnét és december 14-én, a nagojai Nippon Gaishi Hallban fejezték be. Szilveszterkor 18 év után először újra részt vettek a Kóhaku uta gasszenben.
2016. január 15-én Patát Tokióban kórházba kellett szállítani egy életét veszélyeztető vérrög miatt. A gitáros betegsége miatt az album kiadását és a londoni koncertet is elhalasztották, utóbbit 2017. március 4-én tartották meg. Patát végül operáció után, augusztus 10-én engedték ki a kórházból. Októberben az X Japan a Visual Japan Summiton lépett fel, ahol három koncertet adtak a Makuhari Messe csarnokban.
2017. március 3-án megjelent a We Are X filmzenei albuma, mely 4. helyet ért el az Oricon nagylemezlistáján, 27. helyet a brit albumlistán, és 1. helyet a brit rock- és metálalbumok listáján. A londoni koncert előtti napon autogramosztást tartottak az Oxford Streeten lévő HMV zenei áruházban, ahol a filmzenei album minden fizikai példánya elfogyott. A dokumentumfilmhez írt La Venus című dalukat beválogatták a legjobb eredeti dalnak járó Oscar-díjra jelölt 91 dal közé. Áprilisban Yoshiki bejelentette, hogy a 6. album keverésén és maszterelésén dolgozik, és hogy a lemez „az elkövetkező hónapokban várható.” 2017. május 9-én az együttes menedzsmentje sajtóközleményben közölte, hogy Yoshiki nyakát azonnal meg kell operálni, az újabb műtét halaszthatatlanná vált, emiatt a 2017-es évre tervezett fellépéseket csúsztatni kényszerülnek. Június 9-én sajtótájékoztatón jelentették be, hogy a turnét nem halasztják el, hanem a koncerteket akusztikus formában tartják meg, mivel bizonytalan, hogy Yoshiki mikor ülhet újra dobok mögé. A koncerteket We Are X Acoustic Special Miracle: Kiszeki no joru (～奇跡の夜～; Hepburn: Kiseki no Yoru) 6 Days címmel tartották meg. 2017. december 31-én az együttes fellépett az év végi Kóhaku uta gasszen című televíziós műsorban, ahol az Endless Rain és a Kurenai című dalokból adtak elő részleteket, és Yoshiki az operációja óta először játszott újra dobon.
2018. január 3-án bejelentették, hogy az együttes a Coachella Fesztiválon fog fellépni áprilisban az Egyesült Államokban. 2018. április 10-én és 11-én az együttes a tokiói Zepp Divercityben lépett fel, vendégzenészként Wes Borland, Richard Fortus és Miya (Mucc) közreműködésével. A koncertet egyes mozikban élőben lehetett megtekinteni Ázsia-szerte. Sugizónak gondja akadt a vízumigényléssel az Egyesült Államokba, így kérdésessé vált fellépése a Coachella fesztiválon, végül azonban időben megkapta a vízumot. A fesztivál második hétvégéjén fellépett az együttessel Marilyn Manson is, aki Sweet Dreams című dalát adta elő Yoshiki zongorakíséretével. Júliusban bejelentették, hogy az együttes Hyde közreműködésével betétdalt vett fel a Singeki no kjodzsin című anime 3. évadjához, Red Swan címmel. A dal különlegessége, hogy az együttes énekese, Toshi nem szerepel a dalban, és az X Japant csak két tagja, Yoshiki és Sugizo képviseli. Később a dal mégis Yoshiki feat Hyde megjelöléssel jelent meg, nem X Japan-dalként. Júliusban azt is bejelentették, hogy az együttes fellép a TV Asahi Dream Festival rendezvényen szeptember 15-én. Szeptemberben három nagyszabású koncertet terveztek a 33 000 fős Makuhari Messe csarnokban 3 Deep Red Nights címmel, ebből kettőt sikerült megvalósítani, mivel a szeptember 30-i tájfun miatt az utolsó koncertet a rajongók biztonsága érdekében inkább lefújták. A jegyeket visszatérítették, ám az együttes megtartotta a koncertet az üres csarnokban, melyet élőben közvetített a WOWOW csatorna és Yoshiki Niconico online csatornája.
2023 júliusában nyolc év után először jelent meg kislemeze az együttesnek, Angel címmel. Heath 2023 októberében, rövid időn át tartó súlyos rákbetegség következtében elhunyt.

## Zenei stílusuk
Imádom a zongora és a vonósok hangját a kemény dobbal és gitárral ötvözve. Klasszikus zenei háttérből jövök, számomra nem furcsa vonósokat és zongorát adni a hangzáshoz. Ugyan szeretem a kemény dalokat, meg az ordítást, de nem három órán át egyfolytában. Szeretném ezt valamivel megtörni.
- KurenaiRészlet a Kurenai című dalból, mely jellegzetes[185] X Japan-dal, gyors power metal stílusban, szimfonikus elemekkel vegyítve. Yoshiki szerzeménye, 1989-ből.

Nem tudod lejátszani a fájlt?
Az X Japan zenéje az amerikai és brit glam és heavy metal korszak hatására formálódott, jellemzőek rá a speed metal, illetve a power metal jegyei, ugyanakkor erőteljes szimfonikus hatás is érződik a stílusukon (például a Kurenai, Silent Jealousy esetében), illetve rockballadákat is előszeretettel adnak elő (Endless Rain, Forever Love). Több dalukban szimfonikus hangszerelést használnak, különösen a hosszabb kompozícióknál, mint amilyen a 10 és fél perces Tears, a Crucify My Love vagy a 29 perces Art of Life. Dalszövegeik jó része japán nyelvű, többször az angol és a japán nyelv váltakozik is a szövegben, de vannak teljesen angol nyelvű dalaik is, mint például a Kurenai Vanishing Vision albumon megjelent verziója. A MetalSucks magazin szerint az X Japan zenéje „rengeteg hangszert alkalmaz, a hangszerelés csaknem progresszív rockra emlékeztet.” Josephine Yun szerint az X Japan zenéje, bár nyugati alapokból táplálkozik, sajátosan japán jelleget is hordoz, mely segített nekik megtörni a rockzenével kapcsolatos ellenállást Japánban és megnyitni az utat a visual kei művészek előtt.
Az együttes dalainak nagyobb részét Yoshiki írta, a többi tag kisebb mértékben járult hozzá a lemezekhez. Hide több dalban is közreműködött dalszerzőként, köztük a Scars kislemezen, Pata egyetlen megjelent saját szerzeménye a White Wind from Mr. Martin (Pata’s Nap) című dal a Jealousy albumon. Toshi néhány dalhoz írt szöveget, Taiji két legemlékezetesebb szerzeménye pedig a Voiceless Screaming és a Desperate Angel. Heath a Wriggle című instrumentális dalt írta Patával közösen az 1996-os Dahlia című albumra. Az 1989-es Blue Blood albumon az Easy Fight Rambling esetében az együttes maga van feltüntetve dalszerzőként. A stabil felállás előtti időkből csak az Orgasm kislemezen megjelent Time Trip Loving című dal született más szerzőtől, Jun komponálta a zenét és Toshi írta a szöveget. 2010-ben bejelentették, hogy Sugizo írt néhány dalt az X Japan következő albumához, de 2017-ig bezárólag erről további információt nem adtak. 2014-ben Yoshiki azt nyilatkozta, az új dalok nagyon kemények, ugyanakkor dallamosak és jelenkoriak lesznek.
Yoshiki saját bevallása szerint a rockdalokat kottára komponálja, csak később ülteti át a szólamokat hangszerre. Együttese tagjainak is kottán szokta kiosztani a részeket, eleinte azonban csak Toshi tudott kottát olvasni, a többieknek ezt meg kellett tanulniuk. Maximalista producernek tartja magát, aki korábban képes volt egymás után többször újravenni mindent, amíg el nem érte azt a hangzást, amelyet kottaírás közben elképzelt. Az X Japan eklektikus hangzása miatt nem találtak maguknak megfelelő producert, Yoshiki maga végezte a produceri munkálatokat. A dalszövegeiben eleinte a saját személyes traumáit dolgozta fel, például azt a haragot, amelyet édesapja öngyilkossága váltott ki belőle, később azonban tudatosan igyekezett pozitívabb üzeneteket ültetni a szövegekbe.
Yoshiki a koncerteken dobon és zongorán játszik, Sugizo az elektromos gitár mellett hegedűn is. Az együttes elhunyt társaik, hide és Taiji korábbi hang- és videófelvételeit is felhasználja az élő fellépéseken, valamint előre felvett vonós felvételekkel dolgoznak a szimfonikus részeknél.

## Megjelenésük
Mikor kemény zenét játszottunk […] pont az ellenkezőjét csináltam, mondjuk valami nőieset. Mikor balladákat játszottunk, tüskés volt a frizurám.

Yoshiki „dekadensnek” titulált, androgün megjelenése, 1994-ből

Az X Japan megjelenését a glam rock, a Kiss, David Bowie, valamint a hagyományos japán kabuki színház inspirálta, ahol századok óta elfogadott dolog volt, hogy férfiak női szerepeket játszottak. A későbbi visual kei művészek is gyakran nyúltak androgün motívumokhoz, öltöztek nőnek a színpadon. Josephine Yun szerint „akárcsak a zenéjük, az X megjelenése is egyedi volt. Széles vállú Toshi bőrbe és fémbe bújt, úgy nézett ki, mint a Gundam anime egyik szereplője. Taiji tökéletes, csinos glammel cicomázta magát. Pata védjegyévé vált álmos, visszafogott viselkedése, meg a whiskys üveg a kezében, miközben hide állandóan feltüzelte a közönséget. Yoshiki pedig maga volt a megtestesült paradoxon: az egyik pillanatban boszorkányosan nőies volt, a másikban szó szerint csonttörő hurrikánként pusztított a színpadon. A brutális erő és a tünékeny szépség egyensúlya volt az X védjegye”.
Korai megjelenésüket az erős smink jellemezte, sötét szemfestékkel, arcfestéssel, magasra tupírozott hajjal, melyet az egyik kritikus „felhőkarcoló-frizurának” nevezett. Yoshiki csipkeruhás és -harisnyás, gyöngynyakláncos, nőies megjelenését „dekadensnek” titulálták. Az együttes a glam-gothhoz hasonló kiegészítőket is használt (fémékszerek, keresztmotívumok). A színpadképük is a kettősséget szimbolizálta, az erőteljes, „maszkulin” heavymetal-dalokat Toshi magas tenor hangja és Yoshiki lágy zongoraszólói ellensúlyozták, melyek közben nőiesen viselkedett és női ruhához hasonló, hosszú köpenyt viselt.
Az 1995-ös Dahlia album megjelenésekor az együttes már enyhített a színpadi arculatán, levágatták a hajukat és fellépőruhának is kevésbé meghökkentő, inkább a rockosabb irányzatot követő öltözéket választottak. Egy 2010-es interjúban Yoshiki úgy nyilatkozott, hogy az erőteljesebb smink és kinézet elhagyása a fejlődésük része volt, de továbbra is használnak sminket, „néha sokat, néha kevesebbet”, és még mindig visual kei együttesnek tartják magukat.

## Hatásuk és megítélésük
Ha Amerikában vagy Angliában születtek volna és angolul énekeltek volna, a világ legnagyobb együttese lehetnének.

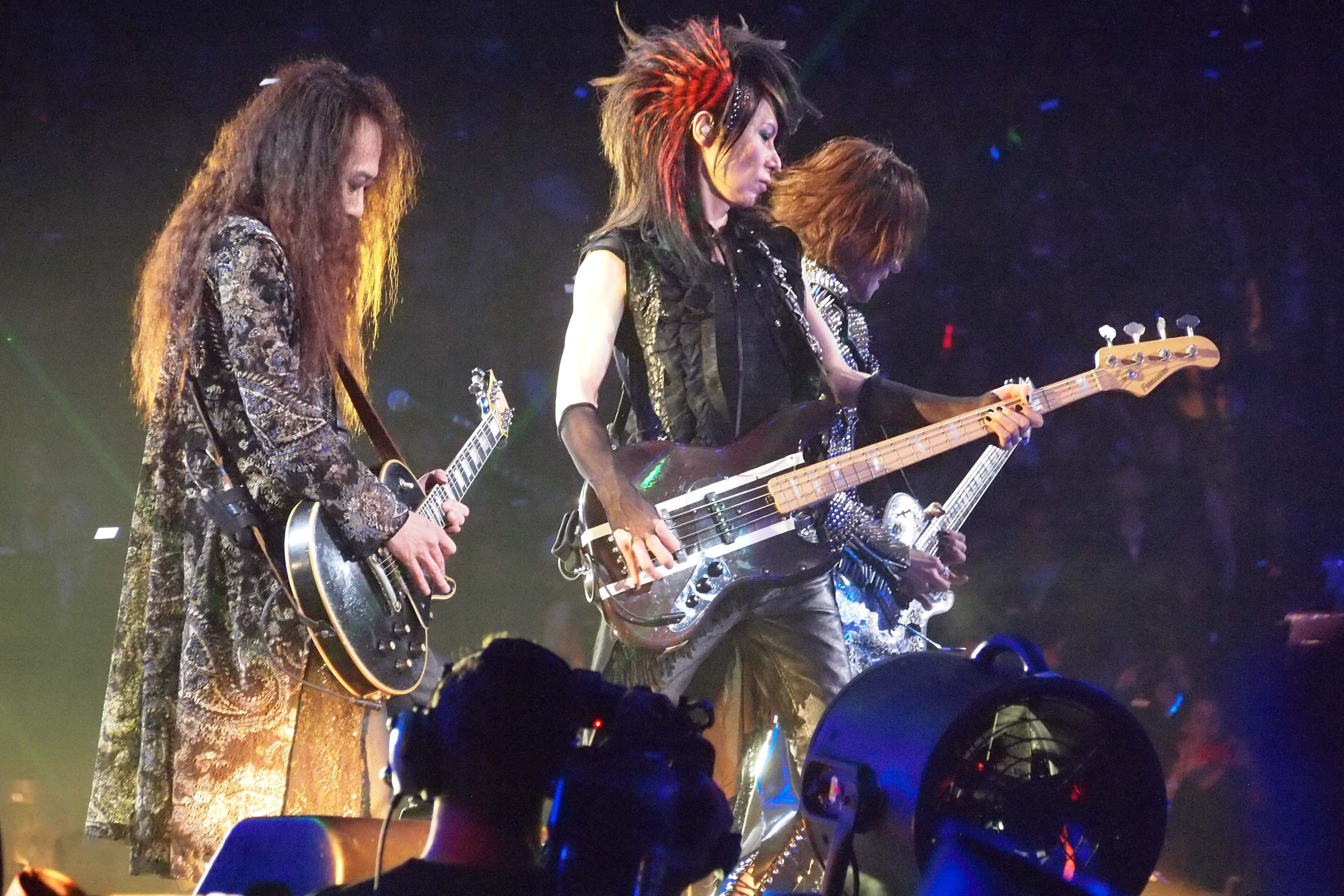
Pata, Heath és Sugizo a Madison Square Gardenben, 2014-ben

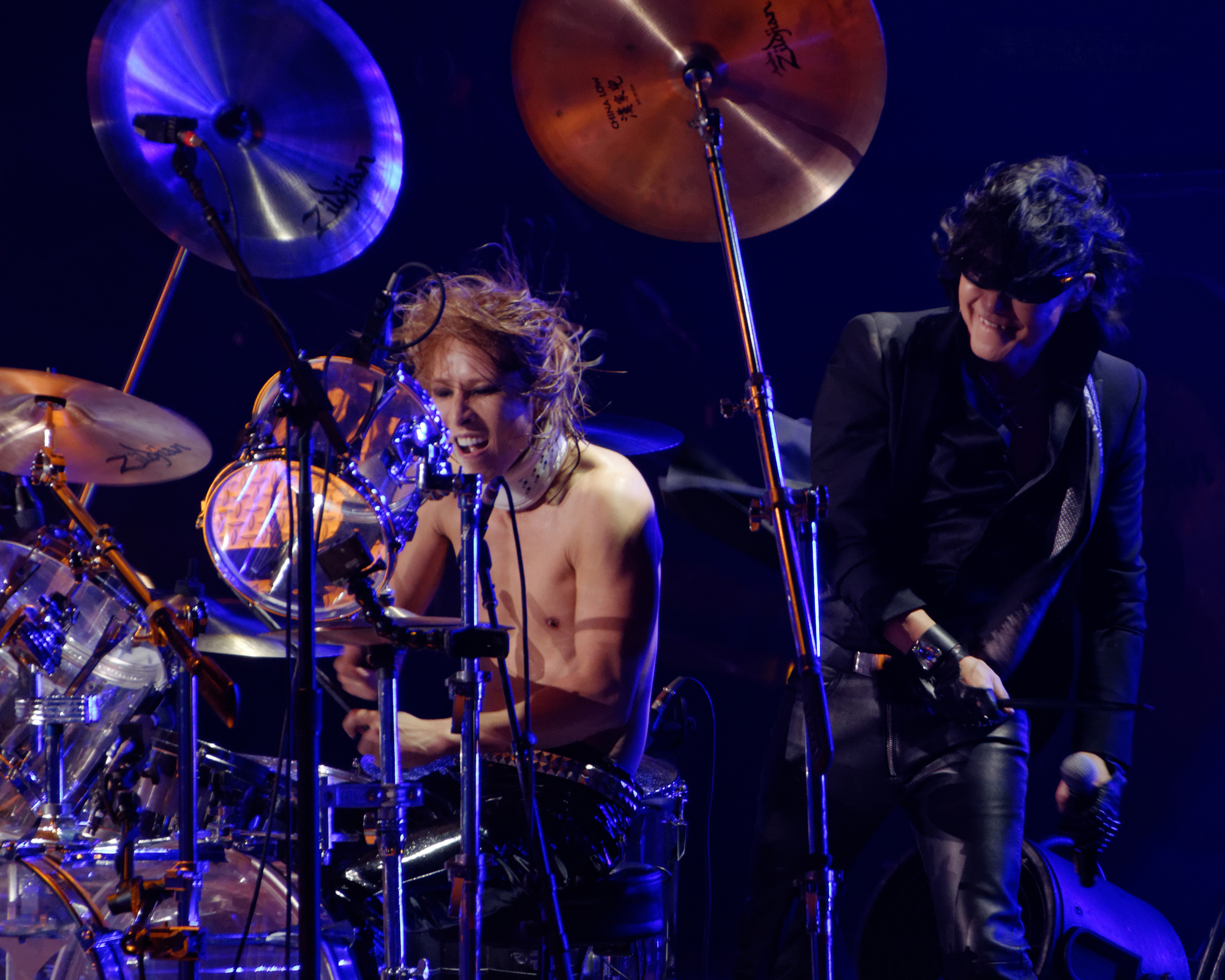
Yoshiki és Toshi a Madison Square Gardenben, 2014-ben

Az X Japant a glam rockhoz hasonló, visual kei elnevezésű japán zenei mozgalom egyik alapítójaként tartják számon, a név feltehetően az együttes „Psychedelic Violence Crime of Visual Shock” (A vizuális sokk pszichedelikus erőszak(os) bűntette) szlogenjéből származik. 2011-ben Yoshiki az együttes korai időszakáról azt nyilatkozta: „mikor létrehoztuk az együttest, a gond az volt, hogy nem tartoztunk sehova. Nagyon kemény zenét játszottunk, kilónyi smink volt rajtunk, és őrült ruhákat viseltünk. Nem is tartozhattunk sehová. […] Csináltuk, amit jónak láttunk, és ebből egyszer csak visual kei lett.” Mindazonáltal Yoshiki úgy véli, a visual kei nem egy zenei műfaj, hanem sokkal inkább szellemiség: „szerintem egyfajta szabadság, az önkifejezésé, az önleírásé.” Josephine Yun szerint az X Japan „olyan együttes lett, mely felperzselte a színteret, egy új mozgalom, a visual kei fejlődésének katalizátora lett, mely a glam rock hamvaiből született meg.” 1998-ban, hide halálát követően Steve McClure a Billboard magazinban azt írta, „véget ért egy korszak”: „Az X volt a visual kei együttesek első generációja, […] A következő generációk úgy érezhetik, ennyi, most nálunk a labda.”
Számos együttes és művész – különösen a visual kei műfajában alkotók – nyilatkoztak úgy, hogy hatással volt a művészetükre az X Japan zenéje, vagy hogy felnéznek rájuk. Ilyen például Miyavi, a Dir en grey, Syu a Galneryus együttesből, a The Gazette, Mao, a Sadie énekese, Kavaucsi Tóru az 12012 együttesből, Maya az LM.C együttesből, a Flow, Yuuki az Unsraw együttesből, DJ Ozma, Kei a Dio – Distraught Overlord együttesből, aie a Deadmanből, Jin a Screwból, a Daizystripper együttes, vagy a tajvani Mayday együttes. A Versailles az X-et és a Luna Seát nevezte meg zenéjüket befolyásoló együttesekként, énekesük, Kamijo szerint pedig „nem nagyon van a japán zenei életben olyan, akire ne lettek volna hatással.” Leda, a Galneryus és Deluhi együttesek tagja úgy nyilatkozott, őt nem is érdekelte a zene egyáltalán, amíg egy barátja X Japan- és Luna Sea-dalokat nem játszott le neki, és az X Japan zenéjét személyes „Bibliájának” tekinti. Marty Friedman (Megadeth) szerint az X Japan a visual kei legnagyobb együttese, valamint „zeneileg a legváltozatosabb is”, és úgy nyilatkozott, az X Japan miatt kezdett érdeklődni a japán rock iránt.

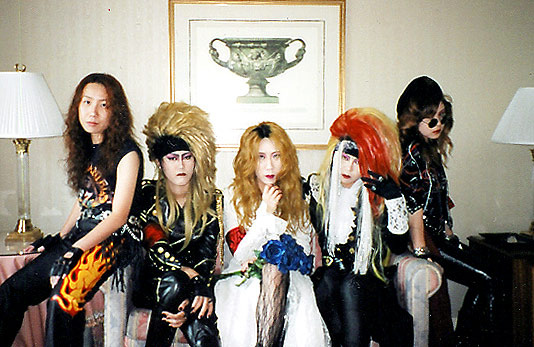
X Japan-cosplay Japánban, az eredeti felállásban (Pata, Toshi, Yoshiki, hide, Taiji). Fénykép: Kaori Orochi

Az együttes népszerű volt a lázadó fiatalság körében, akik az Asiaweek szerint vonzónak találták az X Japan által közvetített elidegenedés és frusztráció tematikáját. Az X Japan „dühös zenéje” elutasította a japán társadalom konformista szabályait, melyek mindenkit egyformára kívántak alakítani. 1998-ban Bryan Burton-Lewis rádiós és televíziós személyiség szerint Japánban leginkább a vidéki fiatalokat fogta meg az X Japan zenéje, akik épp lázadó korszakukat élték: „Az életüket is felteszik arra, hogy X-rajongók: úgy öltözködnek, egész lényükből sugárzik.” A Global Metal című dokumentumfilmben Yoshiki azt nyilatkozta, hogy a zeneipar és a média ki nem állhatta őket, interjút sem akartak készíteni velük, de „eladtunk 20 millió albumot, nem volt választásuk.”

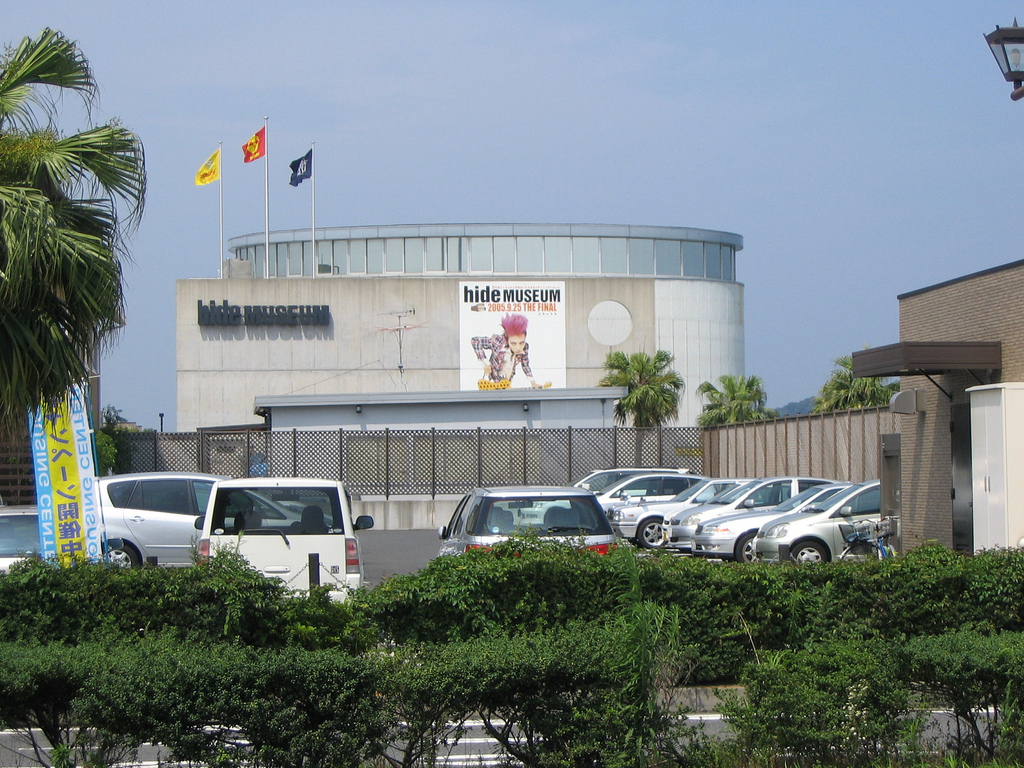
A hide múzeum Jokoszuka városában

Az X Japan volt az egyik első japán előadó, akik úgy értek el mainstream sikereket, hogy közben független kiadónál voltak. Ők voltak az első modern rockegyüttes Japán történelmében, akik országos televízióban szerepeltek és az első hazai együttes, akik háromszor egymás után töltötték meg a Tokyo Dome-ot. 1990-ben elnyerték a Japan Gold Disc Award legjobb új előadójának járó díjat. A HMV Japan 40. helyre sorolta őket minden idők 100 legfontosabb japán popelőadójának listáján; az Oricon szavazásán pedig, ahol a japánok megnevezhették azokat az előadókat, akiket a jövő generációnak is ismerniük kell, harmadik helyen végeztek. 2007-ben a Rolling Stone Japan 15. helyre sorolta a Blue Blood albumot a minden idők 100 legjobb japán rocklemezeinek listáján. 2011-ben a Consequence of Sound magazin a Top 15 Cult Acts közé sorolta. 2012 áprilisában elnyerték a Revolver Golden Gods Awardon a legjobb nemzetközi előadó díját. A 2012-es Loudwire Music Awardson a leghűségesebb rajongók díját vihették haza, majd ezt 2015-ben ismét elnyerték. Az LA Weekly 2014 októberében a 10 legjobb progresszív metálegyüttes közé sorolta az X Japant. 2017 márciusában a Loudwire a legjobb japán metálegyüttesnek nevezte meg.
Az X Japan a rockzenei iparon kívül is otthagyta kézjegyét. 1999-ben a japán kormány felkérésére Yoshiki Akihito császár koronázásának 10. évfordulójára írt és adott elő egy klasszikus szerzeményt. 2012-ben a zenész a 69. Golden Globe-gála zenéjét komponálta. Japán korábbi miniszterelnökéről, Koizumi Dzsunicsiróról köztudott, hogy elkötelezett rajongója az X Japannek, pártja, a Liberális Demokrata Párt 2001-ben több reklámfilmjében is felhasználta az együttes Forever Love című dalát. Koizumi befolyásának köszönhetően jött létre Jokoszuka városában a hide emlékének szentelt múzeum. Tatejama városában rajongók üzemeltetik az X Múzeumot, ahol az együttes korai időszakának tárgyi emlékei láthatóak, például Yoshiki első dobfelszerelése.
2019-ben az együttes Kurenai című dalát a Music Station a Heiszei-kor „legerőteljesebb dalának” választotta. Ugyanebben az évben Tatejama városa (ahol Yoshiki és Toshi születtek) úgy döntött, lecserélik az induló vonatokat jelző szignált az állomáson a Forever Love dallamára.

## Tagjai

### Jelenlegi tagok

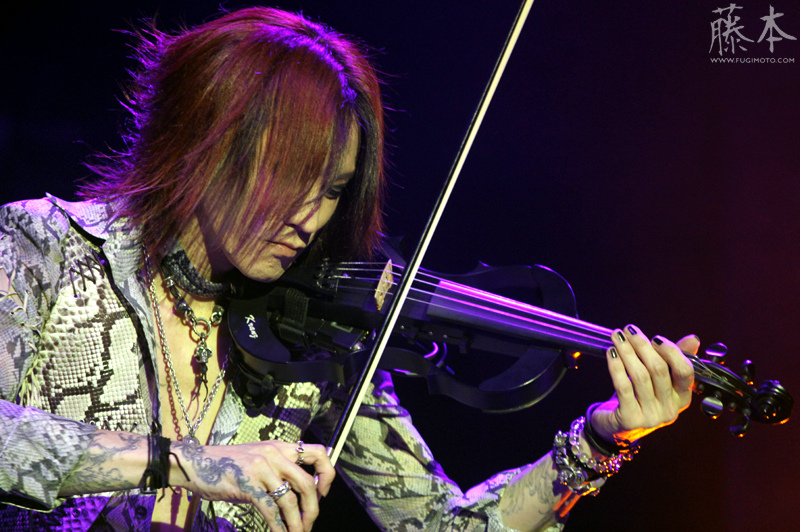
Sugizo 2009 óta állandó tagja az együttesnek

- Yoshiki – dobok, zongora, billentyűsök, vezető (1982–97, 2007–)
- Toshi – ének, akusztikus gitár (1982–97, 2007–)
- Pata – ritmusgitár, háttérvokál (1987–97, 2007–)
- Sugizo – szólógitár, hegedű, háttérvokál (2008: turnézenészként; 2009-től állandó tagként)

### Korábbi tagok
- Kurata – vokál (1982 előtt)
- Izumiszava Judzsi (Terry) (泉沢裕二; Hepburn: Izumisawa Yuji?) – gitár (1982–85, †2002)
- Ogata Tomojuki (Tomo) (オガタトモユキ; Hepburn: Ogata Tomoyuki?) – gitár (1984–85)
- Tokuo Acusi (德應 淳; Hepburn: Tokuo Atsushi?) – basszusgitár (1984–85)
- Koide Kenicsi (Eddie) (小出健一; Hepburn: Koide Kenichi?) – gitár (1985)
- Josida Josifumi (Hally) (吉田良文; Hepburn: Yoshida Yoshifumi?) – gitár (1985)
- Mita Kazuaki (Zen/Xenon) (三田一光; Hepburn: Mita Kazuaki?) – gitár (1985–86)
- Takai Hiszasi (Jun/Shu) (高井寿; Hepburn: Takai Hisashi?) – gitár (1985, 1986)
- Utaka Hikaru (宇高光; Hepburn: Utaka Hikaru?) – basszusgitár (1985–86)
- Takahasi Maszanori (Kerry) (高橋雅則; Hepburn: Takahashi Masanori?) – gitár (1986)
- Inoue Szatoru (井上悟; Hepburn: Inoue Satoru?) – gitár (1986)
- Hori Iszao (堀功; Hepburn: Hori Isao?) – gitár (1987)[4][7]
- Taiji – basszusgitár, akusztikus gitár, háttérvokál (1985, 1986–92, †2011)
- hide – szólógitár, háttérvokál (1987–97, †1998)
- Heath – basszusgitár, háttérvokál (1992–97, 2007–2023, †2023)
  - Az együttes továbbra is tagokként tartja számon az elhuny hidét, Taijit és Heatht.[13][157]

## Diszkográfia
Stúdióalbumok
- Vanishing Vision (1988)
- Blue Blood (1989)
- Jealousy (1991)
- Art of Life (1993)
- Dahlia (1996)

## Turnék és fellépések

### Kóhaku uta gasszen
Az X Japan nyolcszor lépett fel az NHK televízió presztízses év végi műsorában, a Kóhaku uta gasszenben.
| Év   | Előadott dal                                                        |
| ---- | ------------------------------------------------------------------- |
| 1991 | Silent Jealousy                                                     |
| 1992 | Kurenai (紅)                                                        |
| 1993 | Tears                                                               |
| 1994 | Rusty Nail                                                          |
| 1997 | Forever Love                                                        |
| 2015 | 紅白スペシャルメドレー: We are X ! (Forever Love / Born to Be Free) |
| 2016 | Kurenai (紅)                                                        |
| 2017 | Endless Rain / Kurenai                                              |

### Koncertek
Tokyo Dome-koncertek (18)
- 1991. augusztus 23.
- 1992. január 5., 6., 7.
- 1993. december 30., 31.
- 1994. december 30., 31.
- 1995. december 30., 31.
- 1996. december 30., 31.
- 1997. december 31.
- 2008. március 28., 29., 30.
- 2009. május 2., 3.

## Díjaik és elismeréseik
| Év   | Díj                        | Kategória                                         | Jelölés  | Eredmény |
| ---- | -------------------------- | ------------------------------------------------- | -------- | -------- |
| 1990 | 4. Japan Gold Disc Award   | Legjobb új előadó                                 |          | Elnyerte |
| 1991 | 33. Japan Record Award     | Pops and Rock Album                               | Jealousy | Elnyerte |
| 2012 | Revolver Golden Gods Award | Legjobb nemzetközi előadó                         |          | Elnyerte |
| 2016 | 89. Oscar-gála             | Oscar-díj a legjobb eredeti dalnak (előválogatás) | La Venus | Jelölve  |

## Fordítás
- Ez a szócikk részben vagy egészben  a   X Japan című angol Wikipédia-szócikk ezen változatának fordításán alapul.  Az eredeti cikk szerkesztőit annak laptörténete sorolja fel. Ez a jelzés csupán a megfogalmazás eredetét és a szerzői jogokat jelzi, nem szolgál a cikkben szereplő információk forrásmegjelöléseként.